# ماتيوز كليتش
ماتيوز كليتش (بالبولندية: Mateusz Klich)‏ (13 يونيو 1990 بولندا - ) هو لاعب كرة قدم بولندي، يلعب كلاعب وسط.

## وصلات خارجية
ماتيوز كليتش على موقع الاتحاد الأوربي (الإنجليزية)
- ماتيوز كليتش على موقع الدوري الأمريكي (الإنجليزية)
- ماتيوز كليتش على موقع قاعدة بيانات كرة القدم.إي يو (الإنجليزية)
- ماتيوز كليتش على موقع ناشيونال فوتبول تيمز (الإنجليزية)
- ماتيوز كليتش على موقع Soccerbase.com (لاعب) (الإنجليزية)
- ماتيوز كليتش على موقع Soccerway.com (الإنجليزية)
- ماتيوز كليتش على موقع عالم كرة القدم.نت (الإنجليزية)
- ماتيوز كليتش على موقع AS.com (الإسبانية)